# Louise Van Regenmortel
Louise Van Regenmortel (Herentals, 2 juni 2003) is een Belgisch gymnaste, actief in het tumbling.

## Levensloop
Van Regenmortel begon op 11-jarige leeftijd met tumbling en is aangesloten bij AC Hulshout.
Ze behaalde eenmaal zilver op een wereldkampioenschap (2021) en eenmaal brons op een Europees kampioenschap (2024) in het teamevent in het tumbling. Op het WK van 2021 te Bakoe vormde ze een team met Sofie Rubbrecht, Tachina Peeters en Laura Vandevoorde. Op het EK van 2024 te Guimarães bestond het team naast Van Regenmortel uit Tachina Peeters, Evi Milh en Sara Neyrinck. In 2023 behaalde ze de eindoverwinning in de wereldbeker. Eveneens in 2023 bekleedde ze de eerste plaats op de FIG-wereldranking.
Van Regenmortel is afkomstig uit Herenthout. Ze studeert voor industrieel ingenieur aan de KU Leuven.